# Слуха-ай!..
«Слуха-ай!..» — радянський телефільм 1963 року режисера Мері Анджапарідзе за мотивами оповідань Юрія Германа, знятий на кіностудії «Мосфільм».

## Сюжет
Про початок революційної діяльності Фелікса Дзержинського і повстання в пересильному острозі Олександрівського каторжного централу під Іркутськом, коли заслані під його керівництвом виступили проти тюремної адміністрації.

## У ролях
- Юльен Балмусов —  Фелікс Дзержинський
- Геннадій Бортников —  Антек
- Світлана Савьолова —  Марійка
- Петро Любешкін —  Тимофєєв
- Микола Прокопович —  ротмістр
- Леонід Кміт —  наглядач
- Михайло Поляк —  Борис Войтехович
- Віталій Ткаченко —  Сергій Баранов
- Георгій Бударов —  швець з Вільно
- Еммануїл Геллер —  швець з Вільно
- Анатолій Касапа —  жандарм
- Едуард Бредун —  ув'язнений

## Знімальна група
- Режисер — Мері Анджапарідзе
- Сценарист — Олексій Леонтьєв
- Оператор — Ера Савельєва
- Композитор — Олександр Пірумов
- Художник — І. Введенський